# 長谷川リホ
長谷川 リホ（はせがわ りほ、1991年3月19日 -）は、日本の元AV女優、グラビアアイドル、タレント。
趣味、音楽鑑賞。特技、音読。

## 経歴
東京都出身。
2008年、現役女子高校生としてグラビアデビュー。同年のミスFLASH2008年のファイナリストとなった。
2012年2月発売の週刊大衆2012年3月12日号でヘアヌードを披露、ヘアヌード写真集を発売することを発表した。5月、MUTEKIよりAVデビュー。

## 出演作品

### グラビア
- ミスFLASHファイナリスト[4]（2008年、光文社）
- 週刊大衆（2012年2月27日、双葉社）
- FLASH（2012年3月27日、光文社）

### 写真集
- sunshower（2012年、双葉社）

### テレビ
- リンカーン（2012年1月、TBS）
- おとなの子守唄（2012年9月、サンテレビ）

### DVD
- High School Girl（2008年8月22日、スパイスビジュアル）
- 私立P（パンチラ）学園 ～制服JKの誘惑～ Vol.5（2012年2月15日、Image Avenue）
- 裸体（2012年4月25日、シャッフル）
- Colors 〜Purple〜（2013年4月15日、QH映像）
- Nude Art（2013年10月23日、NTEC Inc）

### アダルトDVD
2012年
- 私立P学園 ～制服JKの誘惑～ Vol.5（2月15日、Image Avenue）
- 裸体 長谷川リホ（4月25日、Shuffle）
- 私、人前でSEXしちゃいます!（5月1日、MUTEKI）
- エスワン解禁（7月19日、エスワン）
- 交わる体液、濃密セックス（8月19日、エスワン）
- 二人きりの不倫旅行 南国リゾート編（9月10日、エスワン）
- リホの美尻でじっくりたっぷりイカせてあげる(10月19日、エスワン）
- 秘密捜査官の女 暴虐の巨乳拷問ロワイヤル（11月19日、エスワン）

2013年
- エスワン8時間コンプリートBEST（1月19日、エスワン）
- DIGITAL CHANNEL DC103 (4月1日、アイデアポケット)
- 自己犠牲悲話 汚された令嬢（5月7日、アタッカーズ）
- Fcup超絶品ソープ嬢（6月13日、ムーディーズ）
- スーパーボディ×ピタコス SPECIAL（7月13日、ムーディーズ）
- SSS-BODY 「完全ノーカットセックス」（8月13日、E-BODY）
- 世界一ザーメンを大量に発射する男たちのぶっかけSEX（9月19日、Rookie）
- 解禁☆黒人ファック（10月25日、ダスッ!）

### 電子書籍
- 美少女ひとりぢめ　長谷川リホ　乱れて競泳お姉さん編（2009年2月9日、ピースモア）